# Volkssturm

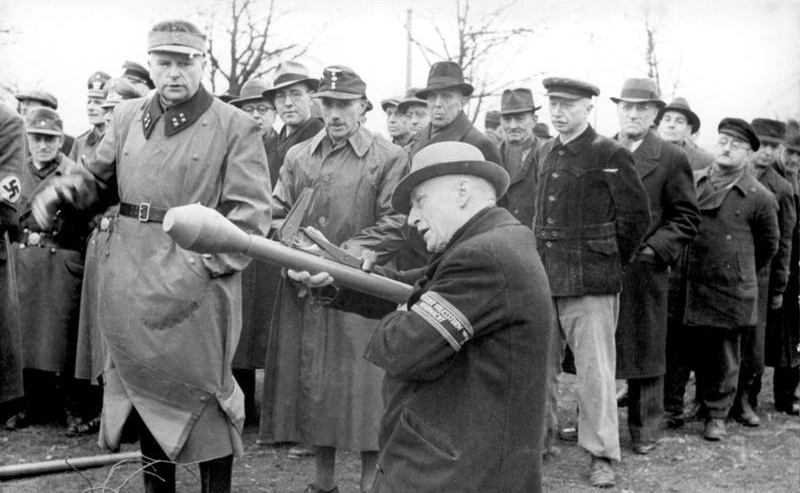
Volkssturmsoldaten kregen les in het gebruiken van de panzerfaust.

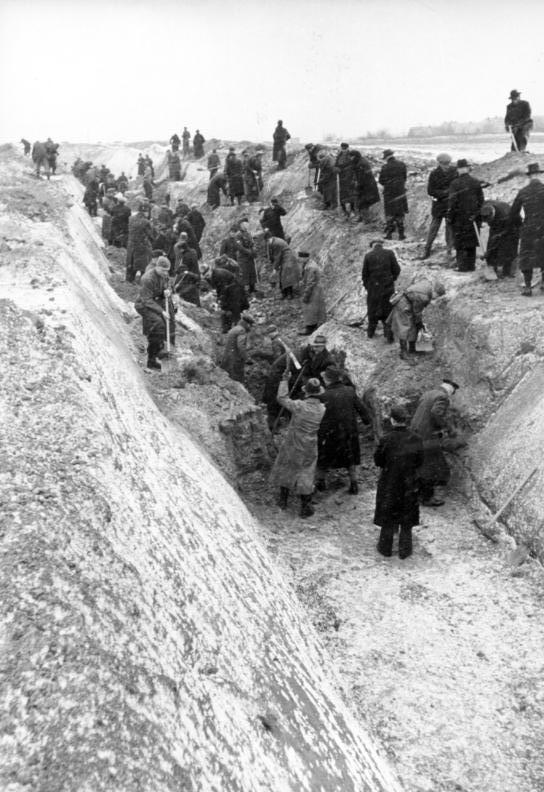
Volkssturmsoldaten maken een tankgracht aan de rand van Berlijn, februari 1945

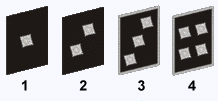
Gruppenführer (1), Zugführer (2), Kompanieführer (3), Bataillonsführer (4)

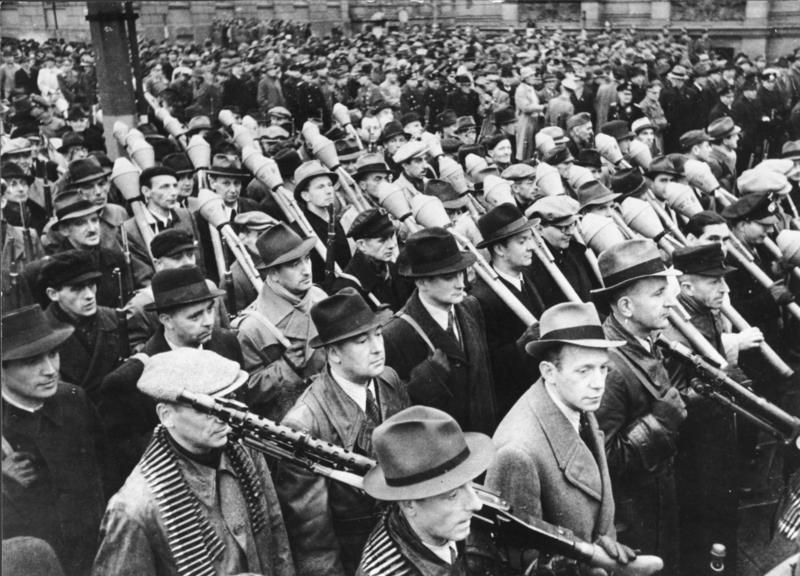
De Volkssturm marcheert voorbij aan Joseph Goebbels

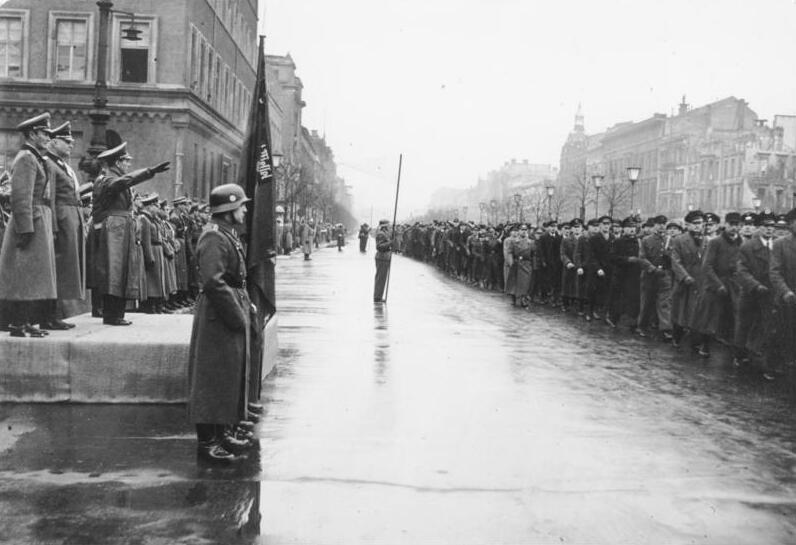
De Volkssturm op de 'Dag van de Duitse Volkssturm' marcheert voorbij aan Joseph Goebbels

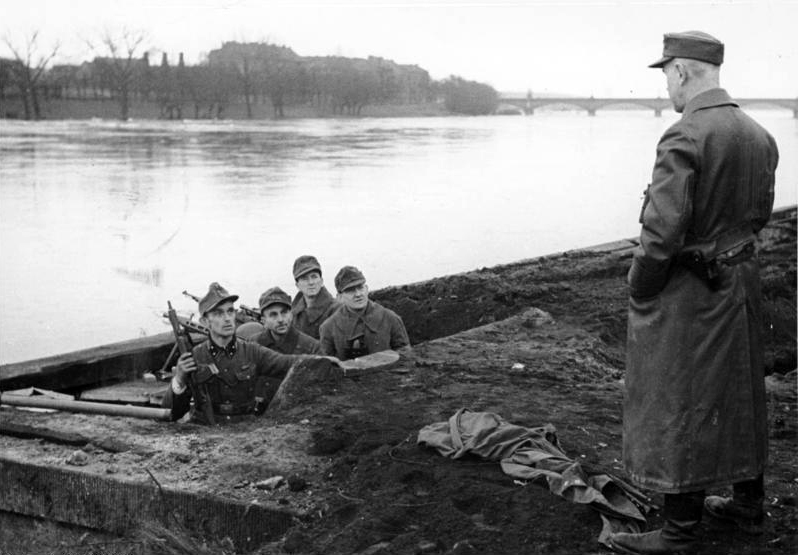
Volkssturmsoldaten bij de Oder, februari 1945

De Volkssturm (letterlijk Volksstorm, in de zin van nationale storm) was een Duitse volksmilitie aan het einde van de Tweede Wereldoorlog. De Volkssturm werd officieel op 18 oktober 1944 op bevel van Adolf Hitler opgericht en bestond uit mannen tussen de 16 en 60 jaar die nog niet in militaire dienst zaten, ook vrouwen werden opgeroepen om voor de Volkssturm te vechten. 

## Oorsprong
In 1944 kampte het Duitse leger met een groot tekort aan mankracht (naast tekorten aan brandstof en logistieke middelen). Het Rode leger was tot in Polen en Oost-Pruisen doorgedrongen en weldra zou het Duitsland zelf aanvallen. Om een laatste reserve op te brengen werden nu mannen en jongens die voorheen ongeschikt voor militaire dienst bevonden waren alsnog opgeroepen om de bevolking tegen de Sovjets te beschermen. Ook meisjes en vrouwen werden opgeroepen. Op 12 februari 1945 riepen de nazi's Duitse vrouwen en meisjes in dienst van de Volkssturm. Dienovereenkomstig werden meisjes vanaf 14 jaar getraind in het gebruik van handvuurwapens, Panzerfaust, machinegeweren en handgranaten van december 1944 tot mei 1945.
Het idee voor het oprichten van een volksmilitie was afkomstig van generaal Heinz Guderian en was geïnspireerd op eerdere Duitse volksmilities zoals de Pruisische Landsturm tijdens de vrijheidsstrijd tegen Napoleon. Het originele plan was om slechts in het oosten van Duitsland dergelijke milities op te richten tegen de gevreesde Sovjetinvasie, maar uiteindelijk werd besloten om een nationale volksmilitie op te richten. De rekrutering werd onder de verantwoordelijkheid van Martin Bormann geplaatst en de Volkssturm viel onder militair bevel van Heinrich Himmler als vervangend legerleider. De bereidheid onder de bevolking om in de Volkssturm te dienen werd deels ingegeven door propaganda en deels door reële angst voor de plunderende legers van de Sovjets. De minister van propaganda, Joseph Goebbels, schetste een zwart beeld van de "Aziatische horden" die Europa zouden "brandschatten" als de oorlog verloren zou worden. Alle zeilen zouden moeten worden bijgezet om dit tegen te houden en dat betekende dat ook jongens, meisjes, vrouwen en oude mannen moesten vechten voor de "Heimat". Wie weigerde werd naar de kampen gestuurd, later werd men zelfs voor weigering onmiddellijk geëxecuteerd door "vliegende krijgsraden".

## Uniformen en rangen
Door de tekorten aan grondstoffen waar Duitsland aan het eind van de oorlog mee kampte, was de bewapening voor de Volkssturm vaak ondermaats. Er bestonden geen officiële uniformen voor de Volkssturm, slechts een armband op de linkerarm met daarop de tekst Deutscher Volkssturm Wehrmacht diende als identificatie. De Volkssturmmannen moesten voor eigen kledij en gereedschappen zorgen, waardoor men er vaak ongeorganiseerd uitzag. De rangen waren als volgt:
| Volkssturmrank    | Vertaling       | Rangonderscheidingsteken |
| Volkssturmrank    |                 |                          |
| Bataillionsführer | Bataljonleider  |                          |
|                   |                 |                          |
| Kompanieführer    | Compagnieleider |                          |
|                   |                 |                          |
| Zugführer         | Pelotonsleider  |                          |
|                   |                 |                          |
| Gruppenführer     | Groepsleider    |                          |
|                   |                 |                          |
| Volkssturmmann    | Volksstormman   |                          |

## Volkssturm
De Volkssturm bestond uit mannen en vrouwen tussen de 16 en 60 jaar die niet voor de reguliere Wehrmacht gerekruteerd waren vanwege diverse redenen, zoals fysieke ongeschiktheid of door een baan die als belangrijk werd geacht. In praktijk betekende dit dat de Volkssturm bestond uit jongens onder de 18 en mannen boven de 40. Schooljongens van 15 of 16, of soms zelfs maar 11 of 12 jaar waren erbij. Daarnaast werden veel oude veteranen uit de Eerste Wereldoorlog opgeroepen. Deze soms al bejaarde veteranen werden vaak gebruikt om de onervaren rekruten op te leiden bij gebrek aan een echte opleiding. De vrouwen bestonden uit schoolmeisjes, moeders, huisvrouwen en vrouwelijke afdeling van de Hitlerjugend. Het was de bedoeling dat dit leger uiteindelijk zes miljoen man sterk zou worden en de kansen zou doen keren. Deze aantallen werden echter niet bereikt door een chronisch staal- en oliegebrek, plus het ontbreken van toereikende luchtdekking omdat de geallieerden het luchtruim beheersten. De Volkssturmers kregen een snelcursus wapengebruik en kregen vervolgens posities in hun directe omgeving toebedeeld. 
Hoewel de leden van de Volkssturm geen uniformen kregen, kreeg men wel wapens en een korte opleiding. De wapens van de Volkssturm bestonden vaak uit alles wat men in de depots kon vinden. Zo waren veel Volkssturmmannen bewapend met oude geweren uit de Eerste Wereldoorlog of buitgemaakte Belgische, Russische en Franse wapens. Daarnaast kregen zij speciaal voor de Volkssturm gefabriceerde goedkope en daardoor slechte geweren, de karabijn VK-98 en machinepistolen, zoals de MP 3008. Een wapen dat echter in de handen van elke Volkssturmman een gevaar vormde was de Panzerfaust, een geducht antitankwapen met een holle lading dat vooral in straatgevechten doeltreffend was.  
De Volkssturmers waren over het algemeen dus slecht bewapend en konden vaak weinig uitrichten tegen de enorme overmacht van de Sovjets. Bovendien beschikten zij niet over zware wapens of eigen artillerie. Desertie kwam aan het westfront nogal eens voor (op het risico van ophanging of de kogel), aan het oostfront betekende zowel overgave als desertie de dood, dus vocht men vaak door tot het bittere einde. Hoewel de Volkssturm uiteindelijk weinig effect heeft gehad, kon fanatiek verzet van Volkssturm samen met het uitgeputte leger dikwijls Duitse burgers de kans geven om aan de oprukkende Sovjets te ontsnappen. De Volkssturm speelde een belangrijke rol in de slag om Berlijn en de verdediging van Breslau, maar als gevolg daarvan werden er van de ongeveer 450.000 leden ten slotte 175.000 vermist, de meeste vermoedelijk in de strijd omgekomen.

## Organisatie
- Militaire training en uitrusting:
  - Reichsführer-SS en Befehlshaber des Ersatzheeres Heinrich Himmler
  - Chef van het SS-Hauptamt SS-Obergruppenführer Gottlob Berger

- Administratie en politieke zaken:
  - Hoofd van het partijkanselarij Martin Bormann

- Voorraden:
  - Beauftragter für Bewaffnung und Ausrüstung des Deutschen Volkssturm SS-Standartenführer Erich Purucker

- Geweer training:
  - Chef des SA Stafchef Wilhelm Schepmann

- Mechanische opleiding:
  - Korpsleider van de NSKK Erwin Kraus

- Medisch korps:
  - Duitse Rode Kruis DRK-Hauptführer Dr. Hoth

- Inspecties
  - Rijksleider DAF Robert Ley

- Gouwleiders
- Rijksverdedigingscommissarisen

## Opmerkelijke personen in de Volkssturm
- Ernst Tiburzy, met het Ridderkruis van het IJzeren Kruis gedecoreerd
- Otto Herzog, met het Ridderkruis van het IJzeren Kruis gedecoreerd
- Hans Modrow, minister-president van Duitse Democratische Republiek
- Karl Pakebusch, met het Ridderkruis van het IJzeren Kruis gedecoreerd
- Otto Dix, schilder, modernisme en Eerste Wereldoorlog veteraan
- Martin Heidegger, Duitse filosoof